# Saint-Paul-de-Varax
Saint-Paul-de-Varax je francouzská obec v departementu Ain v regionu Auvergne-Rhône-Alpes. V roce 2011 zde žilo 1 526 obyvatel.

## Sousední obce
Lent, Marlieux, Saint-André-le-Bouchoux, Saint-André-sur-Vieux-Jonc, Saint-Germain-sur-Renon, Saint-Nizier-le-Désert, Servas,

## Vývoj počtu obyvatel
Počet obyvatel 